# Werner Störk

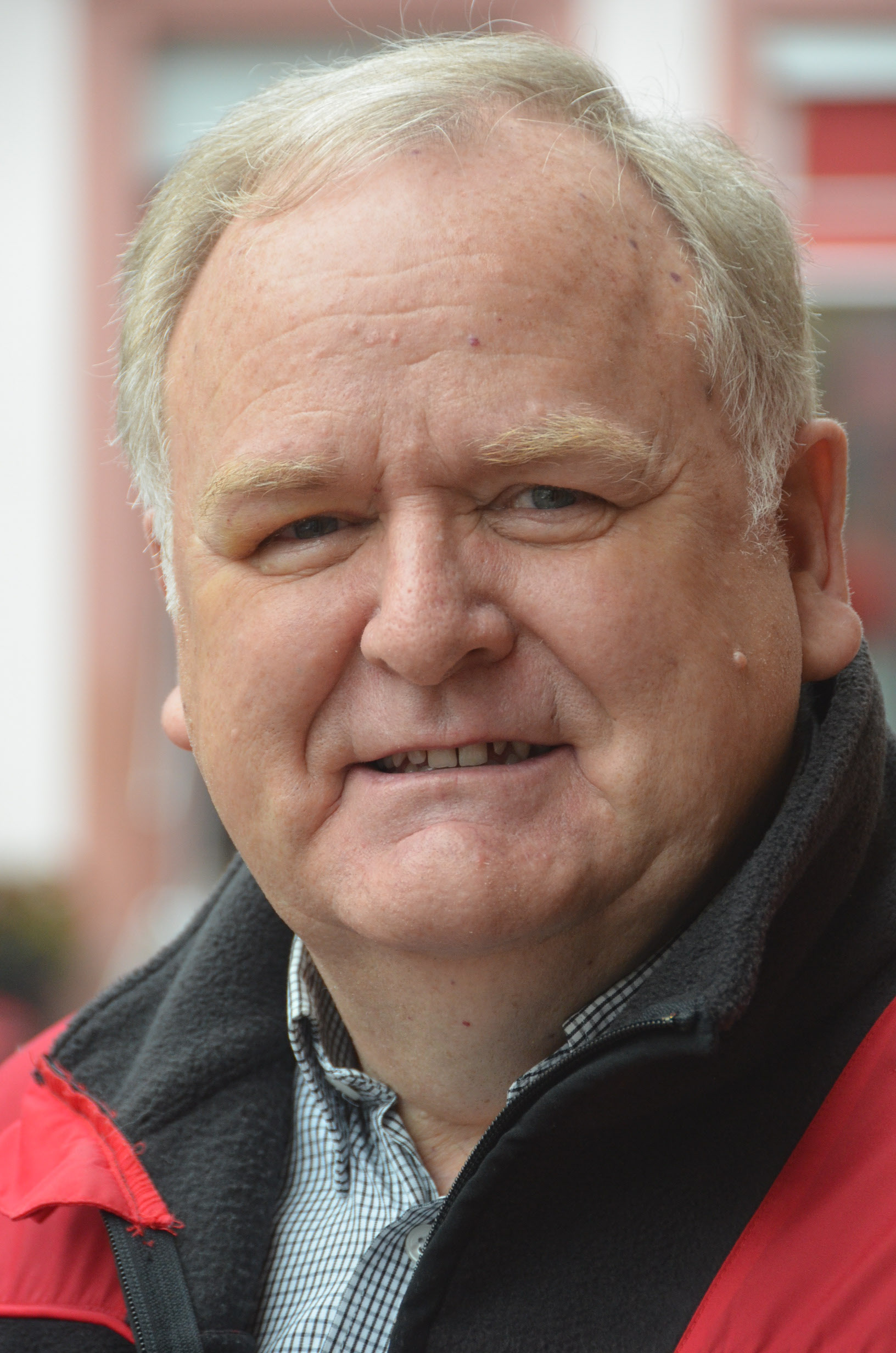
Werner Störk

Werner Störk (* 1950 in Freiburg im Breisgau) ist ein deutscher Lehrer, Autor und Regionalhistoriker mit den Spezialgebieten Festungswesen, Siedlungsgeschichte, Landschaftsökologie, Mineralogie, Bergbau und Glashütten im südlichen Schwarzwald.

## Leben
Werner Störk war von 1989 bis 2012 Lehrer an der Friedrich-Ebert-Schule in Schopfheim. 1982 gründete er die archäologisch und naturwissenschaftlich ausgerichtete Schüler-Arbeitsgemeinschaft Minifossi der Haupt- und Werkrealschüler an der Schule. Im Jahr 2004 erhielt die Schüler-AG unter seiner Leitung den Deutschen Preis für Denkmalschutz (Silberne Halbkugel), der seit 1977 vom Deutschen Nationalkomitee für Denkmalschutz gestiftet wird. Die Arbeitsgemeinschaft wurde von der Begabtenförderung des Landes Baden-Württemberg gefördert.
Zusammen mit seinen Schülern hat er den Rhein und die Rheinzuflüsse bis nach Frankfurt nach Gold untersucht und dabei eine der größten Rheingoldsammlungen zusammengestellt. Ein weiteres Projekt war die Entdeckung und Dokumentation einer Vielzahl von Schanzanlagen des Türkenlouis genannten Markgraf Ludwig Wilhelm von Baden-Baden.
Seit der Auflösung der Schüler AG im Jahr 2012 beschäftigt sich Störk mit der digitalen Aufbereitung der verschiedenen Schülerprojekte aus den Bereichen Archäologie, Bergbau, Märchen und Sagen, Schanzanlagen und einigem mehr.
Im Jahr 2014 schloss er noch nach dem Ende der Schüler AG mit seinen ehemaligen Forscherschülern das Projekt Schatzstein ab, in dem nach rund 200 Jahren endlich die Bedeutung der eingravierten Zeichen im Kreuzstein bei Todtnau aufgeklärt werden konnte.
2020 konnte Störk aufgrund eines lokalen Hinweises die Existenz der ehemaligen Bürchauer Burg nachweisen.

## Ehrungen
Störk wurde 2008 mit der Johann-Peter-Hebel-Plakette der Gemeinde Hausen im Wiesental ausgezeichnet. 
Seit 2009 Störk ist Träger des Deutschen Bundesverdienstkreuzes am Bande. 2012 erhielt Störk den Ehrenring der Stadt Schopfheim.

## Werke (Auswahl)
- Der Kreuzfelsen oder "Schatzstein" von Todtnauberg" - frühes Zeugnis der Vermessungskunst im Bergbau, in: Zeitschrift zur Geschichte des Berg- und Hüttenwesens - 10. 2004, 2. - S. 48 - 60[15]
- Fortifikation im Barock: Die Schanzen des „Türkenlouis“ im Südschwarzwald. In: Das Markgräflerland, 2009 Band 1, S. 13–80 Digitalisat der UB Freiburg
- Die Sternschanze auf dem „Hau“ bei Neuenweg – eine absolute Rarität. In: Das Markgräflerland, Band 2014, S. 76–84 Digitalisat der UB Freiburg
- Die Barockschanzen des Türkenlouis im südlichen Schwarzwald. In: Jahrbuch (der Stadt Schopfheim) 19, 2004, ISSN 0930-3146, S. 68–77